# Loc-Eguiner-Saint-Thégonnec
Loc-Eguiner-Saint-Thégonnec is een plaats en voormalige gemeente in het Franse departement Finistère (regio Bretagne) en telt 336 inwoners (1999). De plaats maakt deel uit van het arrondissement Morlaix. Loc-Eguiner-Saint-Thégonnec is op 1 januari 2016 gefuseerd met de gemeente Saint-Thégonnec tot de gemeente Saint-Thégonnec Loc-Eguiner. 

## Geografie
De oppervlakte van Loc-Eguiner-Saint-Thégonnec bedraagt 8,0 km², de bevolkingsdichtheid is 42,0 inwoners per km².
De onderstaande kaart toont de ligging van Loc-Eguiner-Saint-Thégonnec met de belangrijkste infrastructuur en aangrenzende gemeenten.

## Demografie
Onderstaande figuur toont het verloop van het inwonertal (bron: INSEE-tellingen).
1. ↑  Populations légales 2018.